# Jüdischer Friedhof Schmieheim

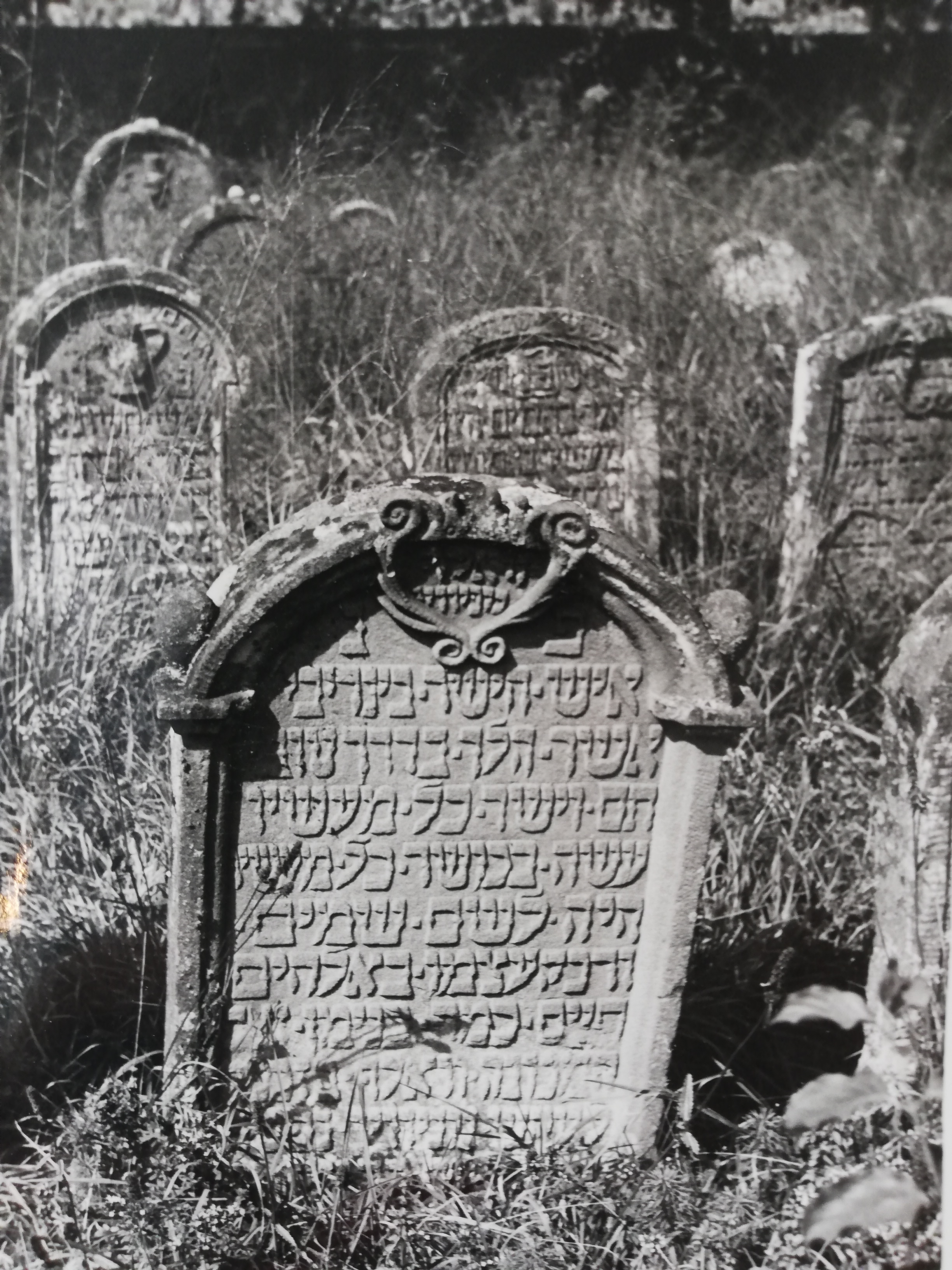
Grabsteine auf dem jüdischen Friedhof von Schmieheim. Foto aus der Sammlung des Jüdischen Museums der Schweiz

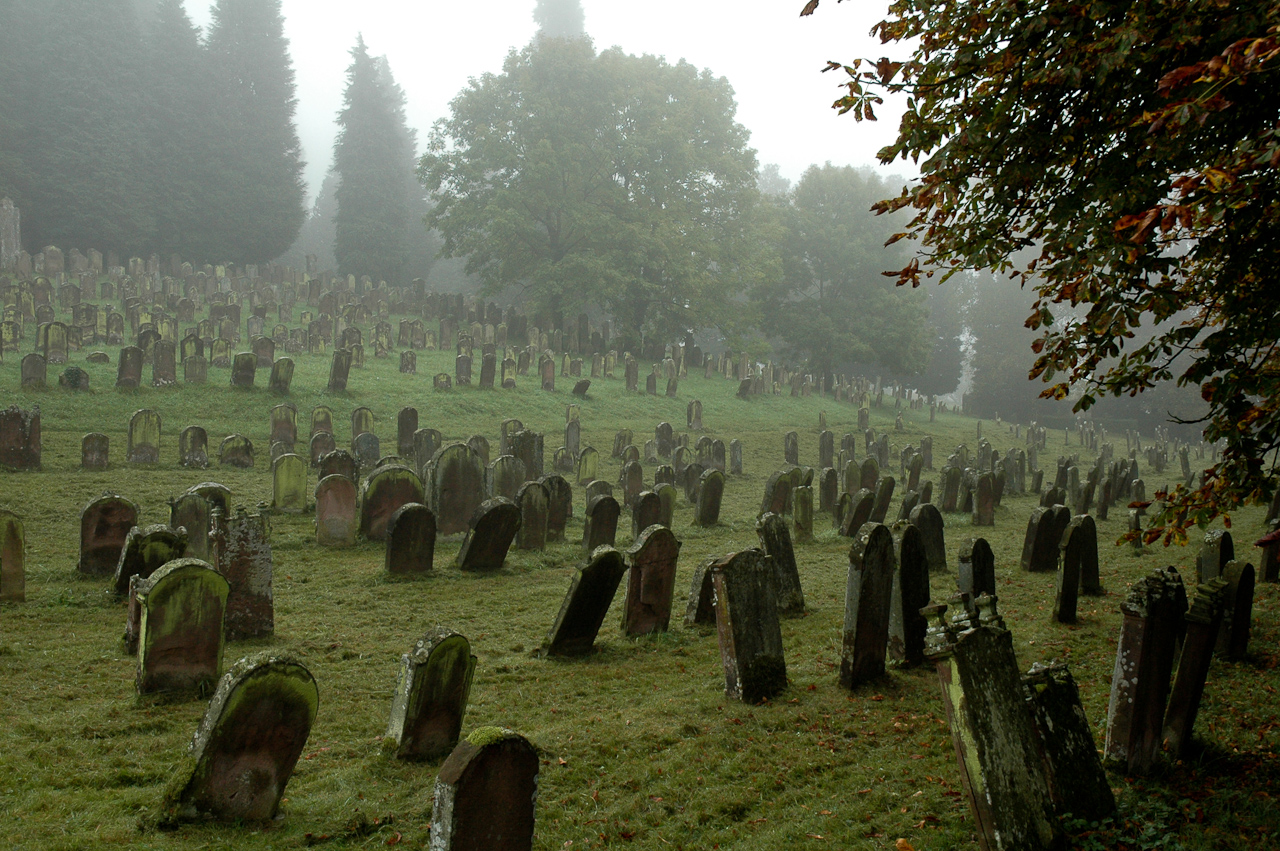
Jüdischer Friedhof in Schmieheim

Der Jüdische Friedhof Schmieheim ist ein jüdischer Friedhof in Schmieheim, einem Ortsteil der Gemeinde Kippenheim im Ortenaukreis in Baden-Württemberg. Der Friedhof ist ein geschütztes Kulturdenkmal.

## Geschichte
Der jüdische Friedhof in Schmieheim war der größte Verbandsfriedhof Südbadens. Er wurde 1682 auf Initiative der jüdischen Gemeinde Ettenheim angelegt. Er befindet sich an der Straße nach Wallburg an der Abzweigung nach Altdorf. Die Toten folgender jüdischer Gemeinden wurden dort bestattet: Altdorf, Ettenheim, Friesenheim, Kippenheim, Lahr, Nonnenweier, Orschweier und Rust. 
Der jüdische Friedhof hat eine Fläche von 140,04 Ar und heute sind noch 2.491 Grabsteine vorhanden. Der älteste Grabstein ist von 1701, die letzte Bestattung fand 1941 statt.
Auf dem Friedhof befindet sich ein 1998 restauriertes Kriegerdenkmal für die jüdischen Gefallenen des Ersten Weltkriegs.

## Bestattete Persönlichkeiten
- Josua Uffenheimer